# Ischaemum nativitatis
Ischaemum nativitatis är en gräsart som beskrevs av Pieter Jansen och Stephen Andrew Renvoize. Ischaemum nativitatis ingår i släktet Ischaemum och familjen gräs. Inga underarter finns listade i Catalogue of Life.